# Театральна вулиця (Житомир)
Театральна вулиця  — вулиця у Богунському та Корольовському районах Житомира.
Одна з найстаріших вулиць міста, в першій половині 19-ст. являла собою дорогу на північну околицю Житомира.

## Розташування
Починається від майдану Перемоги, прямує на південь. Перетинається з вулицями Київською, Великою Бердичівською та Малою Бердичівською та провулком Скорульського.
Довжина вулиці — 800 метрів.

## Історія
В 1981 році вулицю було перейменовано на Героїв Сталінграду. 1991-го року було повернуто історичну назву — вулиця Театральна.
В 2003 році частині вулиці від майдану Перемоги до вулиці Київської, довжиною 130 метрів, було повернено радянську назву — вулиця Героїв Сталінграда. Рішенням сесії Житомирської міської ради від 28 березня 2008 року № 583 «Про затвердження назв топонімічних об'єктів у місті Житомирі» було затверджено дві окремі вулиці: «Театральна» та «Героїв Сталінграда».
Зміну назви вулиці Героїв Сталінграда на вулицю Театральну (возз'єднання вулиці) сесією Житомирської міської ради було здійснено на вимогу Українського інституту національної пам'яти, котрий, в свою чергу, реагував на звернення мешканця міста, 28 вересня 2017 року.

## Установи
- Філія публічного акціонерного товариства «Національна суспільна телерадіокомпанія України» «регіональна дирекція UA: ЖИТОМИР» — буд. № 7.
- Відділення Приватбанку — буд. № 9.

## Транспорт
- Тролейбус № 1Б, 2, 3, 4А, 5А, 8, 15А, Н2, Н5
- Автобус № 4, 108, 147